# 马赛塔罗牌

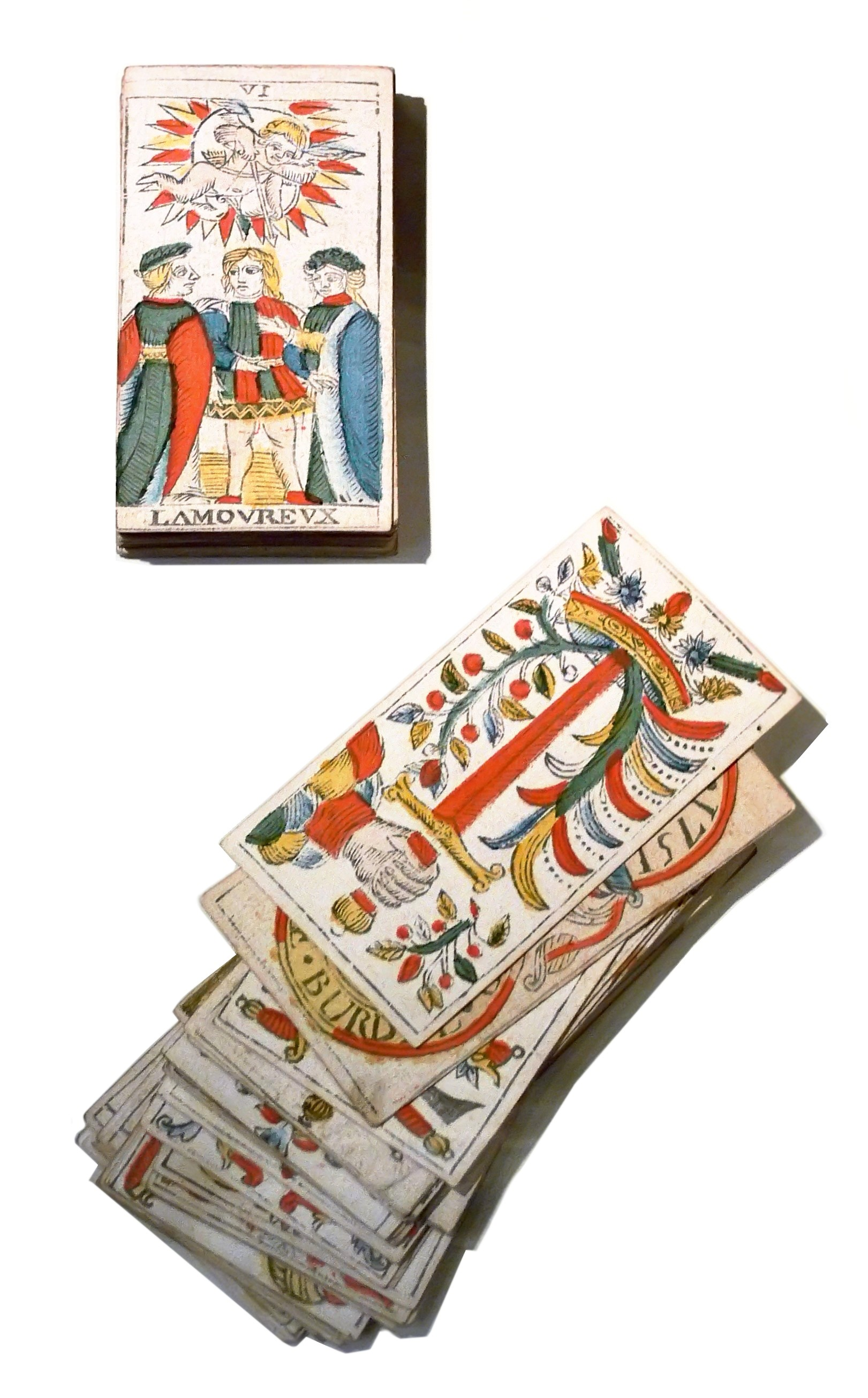
1751 年的贺卡

马赛塔罗牌是意大利式塔罗牌的标准样式，共有78张牌，在17和18世纪的法国非常流行，是一种玩塔罗牌游戏的牌组，至今仍在使用。它可能是在米兰发明的，后来传播到法国、瑞士和意大利北部的大部分地区。国际扑克牌协会推荐的名称为“马赛塔罗牌”正是这副牌导致了塔罗牌被用于神秘学，但是现今人们已经为此目的制作了专门的牌组。

## 起源

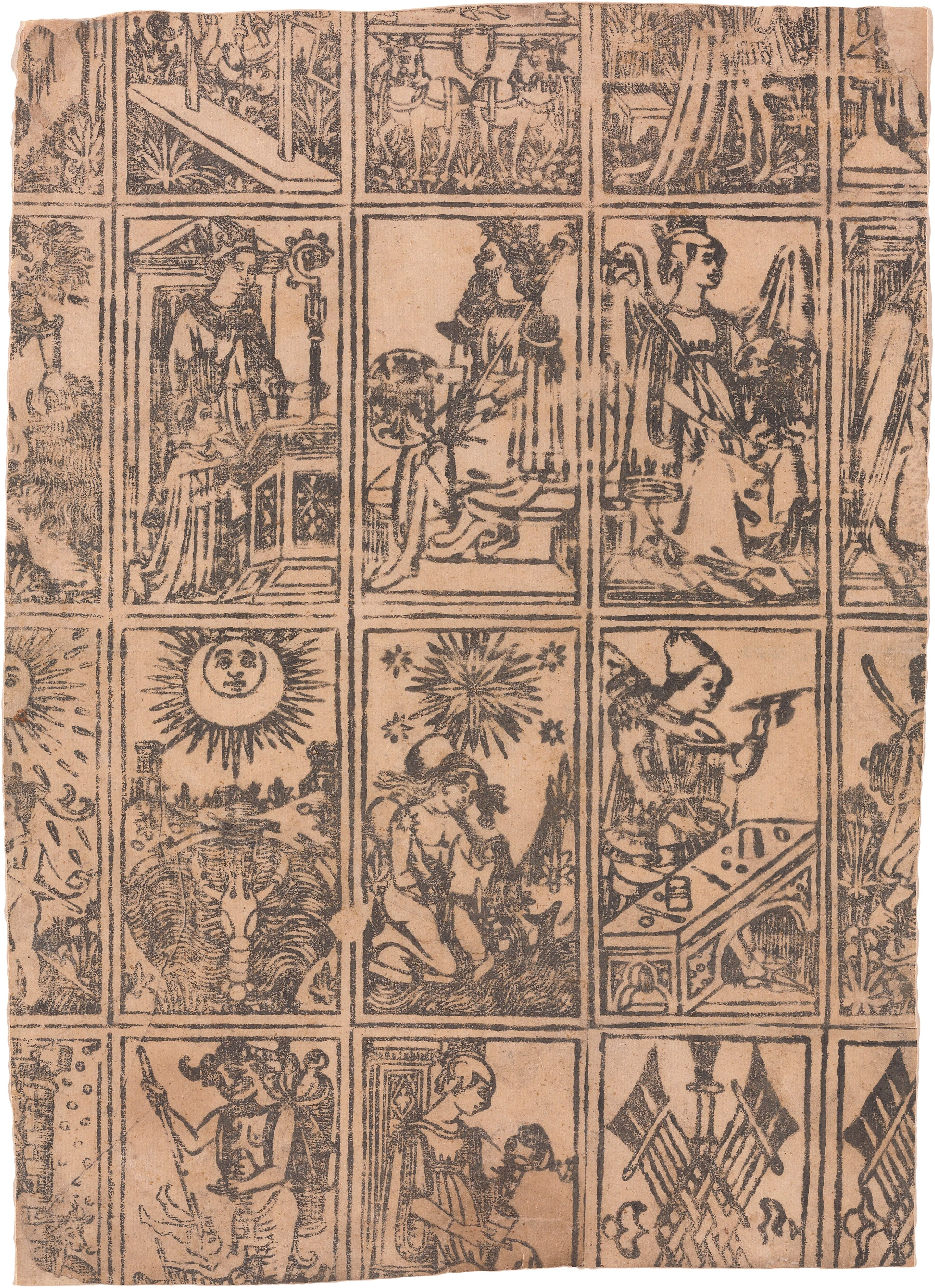
卡里 (Cary) 纸张，一张未切割的米兰纸张，约 1500 年。

迈克尔·达米特 (Michael Dummett ) 等人的研究表明，塔罗牌于 15 世纪初在意大利北部发明，并在 1499 年法国人征服米兰和皮埃蒙特时传入法国南部。马赛塔罗牌的前身大概在那个时候被引入法国南部。意大利以外的所有意大利式塔罗牌都源自米兰-马赛式，但一些早期的法国和比利时塔罗牌除外，这些塔罗牌受到了塔罗牌博洛尼亚的影响（见下文）。 现存最早的马赛图案扑克牌是由马赛的菲利普·瓦谢尔 (Philippe Vachier) 于 1639 年制作的，并于 2023 年开始出售，最近被蒂埃里·德保利斯 (Thierry Depaulis ) 发现。  

## 词源与英语翻译
马赛塔罗牌这个名字并不是特别古老的，它是由法国纸牌历史学家罗曼·梅林 (Romain Merlin) 于 1856 年创造的，并由法国纸牌占卜师埃利法斯·列维 (Eliphas Levi) 、杰拉德·昂科斯 (Gérard Encausse)和保罗·马托 (Paul Marteau) 推广，他们使用这个集合名称来指代法国南部城市马赛制作的各种密切相关的设计，马赛是扑克牌制造中心，并且（在早期、同时期和后来）也在法国其他城市制作。马赛塔罗牌是 19 世纪及以后许多塔罗牌的标准之一。 
其他人也倾向于使用首字母缩写词 TdM，这样就无法确定其中的 M 代表马赛 (Marseille)还是米兰(Milan)（据称米兰是该图像设计的起源地）。 
出于对该风格的通用称谓“马赛”的尊重，也为了承认该牌组出现在其他地方，有时也会使用“马赛风格”这一术语。

## 结构

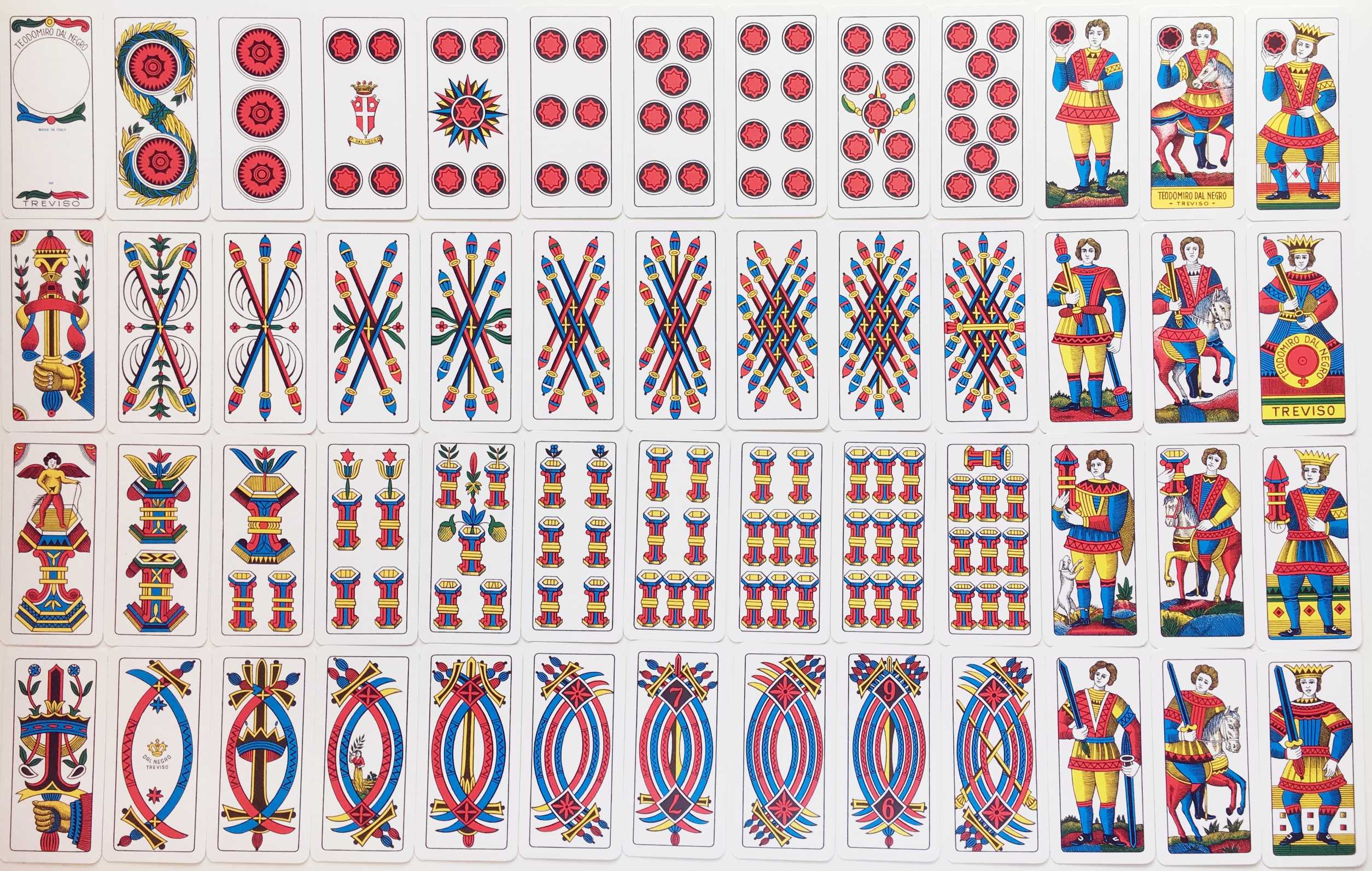
传统的北意大利扑克牌，例如马赛塔罗牌，通过使用直线和曲线来区分权杖和剑。

和其他塔罗牌一样，马赛塔罗牌包含四种标准花色五十六张牌和二十二张塔罗牌。在法语中，这四种花色以其法语名称Bâtons （棍棒）、 Épées （剑）、 Coupes （杯子）和Deniers （硬币）来识别。这些从 A 到 10 数。还有一种古老的做法，就是将牌从 10 到 A 排列成圣杯和硬币花色，与法国和西西里岛以外的所有其他塔罗牌游戏一致。
| 套装     |            |        |        |          |
| 英语     | 剑         | 杯子   | 硬币   | 俱乐部   |
| 意大利语 | 铲         | 科佩   | 迪纳利 | 巴斯托尼 |
| 西班牙语 | 艾斯帕达斯 | 科帕斯 | 奥罗斯 | 巴斯托斯 |

同样，每套牌都有四张面牌：男仆（侍从）、骑士（骑士）、女爵（皇后）和国王（国王）。在法语中，宫廷牌有时被称为les honneurs（荣誉牌）或les lames mineures de figures（小画牌）。对于valet de bâtons（法语 >“权杖侍从”）来说，该牌的名称通常出现在牌的侧面，而在某些旧版本的马赛塔罗牌中，该牌以及部分或全部其他牌均未命名。
在马赛塔罗牌中，与意大利花式扑克牌的标准一样，宝剑花色中的点数牌被绘制成曲线的抽象符号，形成一种让人联想到曼陀罗的形状。在偶数卡片上，只有抽象的曲线。在奇数卡片上，抽象图案内呈现了一把完整的剑。在数字较大时，接力棒套装被画成直线状物体，相互交叉形成一个格子；在奇数接力棒卡上，一根垂直的接力棒穿过格子的中间。在剑和棍棒的数十个面上，两个完全呈现的物体出现在抽象的图案之上。 直线的权杖和弯曲的剑延续了马穆鲁克扑克牌的传统，其中剑代表弯刀，权杖代表马球槌。 
|        | 1 | 2 | 3 | 4 | 5 | 6 | 7 | 8 | 9 | 10 | Jack | Knight | Queen | King |
| ------ | - | - | - | - | - | - | - | - | - | -- | ---- | ------ | ----- | ---- |
| Coins  |   |   |   |   |   |   |   |   |   |    |      |        |       |      |
| Cups   |   |   |   |   |   |   |   |   |   |    |      |        |       |      |
| Swords |   |   |   |   |   |   |   |   |   |    |      |        |       |      |
| Clubs  |   |   |   |   |   |   |   |   |   |    |      |        |       |      |

在这种抽象概念中，塔罗牌和意大利扑克牌传统与西班牙扑克牌有所不同，在西班牙扑克牌中，剑和警棍被画成不同的物体。杯子和硬币被画成不同的物体。大多数牌组都会用花卉装饰来填充牌的空白处。两个圣杯上通常都有一个类似花的双蛇杖的符号，末端是两个纹章海豚头。两枚硬币通常通过丝带图案连接在一起；丝带是制造商写上其名称和日期的常规位置。 
还有一套二十二张的王牌。在马赛塔罗牌中，愚人牌没有编号，与其他二十一张编号的王牌相比，愚人牌是独立且附加的，因为它通常无法赢得一墩牌。
卡片上贴标签的做法源自法国，意大利人则能背诵自己的名字。索拉布斯卡(Sola Busca) 牌组是个例外：所有王牌都有名字并配有罗马数字，花色牌用印度-阿拉伯语编号，页面以外的面花色也有名字，亚历山大大帝为宝剑之王。在马赛塔罗牌的各种古代和现代版本中，XIII 牌通常没有标签，但值得注意的是，在诺布莱特的牌组（约 1650 年）中，这张牌被命名为 LAMORT（死亡）。在格里莫牌组的一些法英双语版印刷品中 ，第 XIII 张牌在法语中被称为“La Mort”，在英语中被称为“Death”。在许多现代纸牌占卜塔罗牌（例如，韦特塔罗牌）中，第十三张牌被称为死亡。
马赛王牌的名称与早期意大利资料中的名称不同。法语中的la Force（力量）与意大利语中的la Fortezza（坚韧）相反，后者表示勇气这一基本美德。 L'Amoureux（情人）在意大利是l'Amore（爱情）。 Le Jugement (审判) 是l'Angelo (天使) 或le Trombe (号角)。 L'Ermite（隐士）要么被称为il Gobbo（驼背），要么被称为il Vecchio（老人），要么被称为il Tempo（时间）。 Le Pendu（倒吊人）是il Traditore（叛徒）。 La Torre/la Maison Dieu（塔/上帝之家）可以是la Sagitta（箭）， la Saetta（闪电）， la Casa del Diavolo（魔鬼之家）， la Casa del Dannato（诅咒之家）， il Fouco（火焰），或l'inferno（地狱）。王牌的等级根据地区或时间段而有所不同。

以下王牌图像取自18世纪初在里昂印刷的Jean Dodal牌组。与大多数其他塔罗牌一样，它使用加法罗马数字，因此用“IIII”代替“IV”。英文名称基于IPCS术语。杜米特将塔罗牌 I 称为“江湖骗子”，这个词与牌上的名字bataleur一样，意为“街头艺人”。

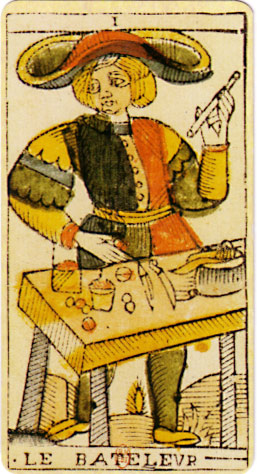
I. Le Bateleur  (The Juggler)
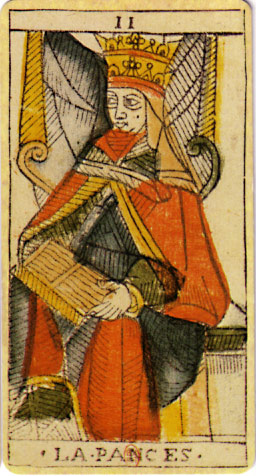
II. La Pances (Papesse)  (The Popess)
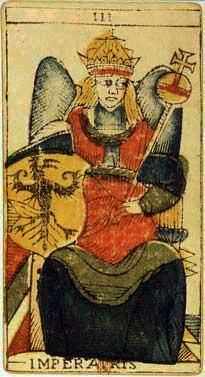
III. Impératris  (The Empress)
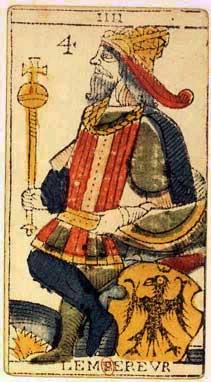
IIII. L'Empereur  (The Emperor)
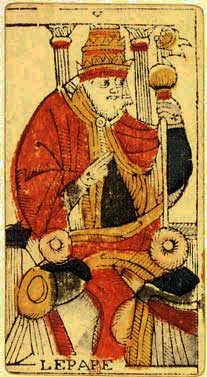
V. Le Pape  (The Pope)
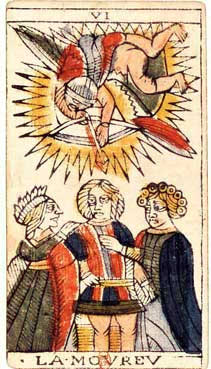
VI. L'Amoureu  (The Lovers)
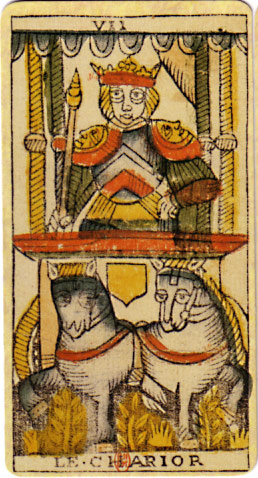
VII. Le Charior  (The Chariot)
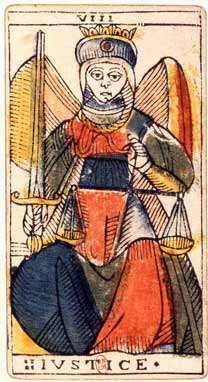
VIII. Justice  (Justice)
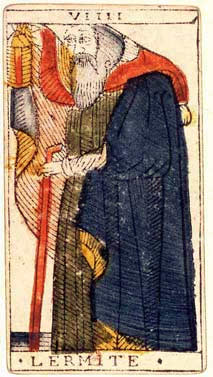
VIIII. L'Ermite  (The Hermit)
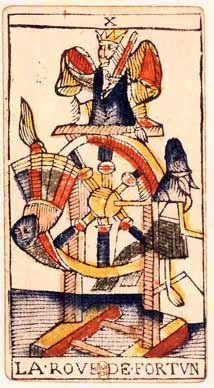
X. La Roue de Fortun  (The Wheel of Fortune)
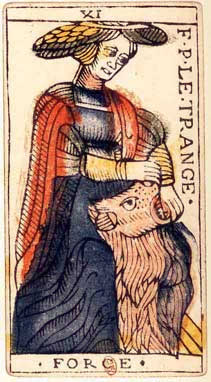
XI. Force  (Strength)
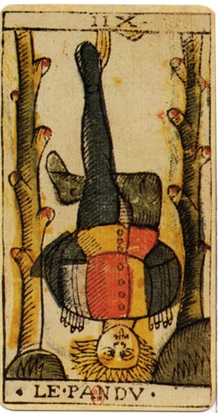
XII. Le Pandu  (The Hanged Man)
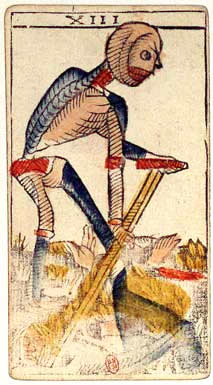
XIII. (La Mort)  (unlabelled, Death)
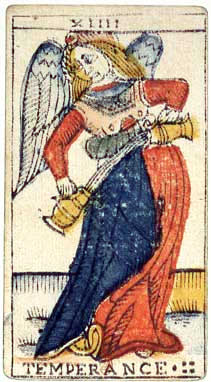
XIIII. Tempérance  (Temperance)
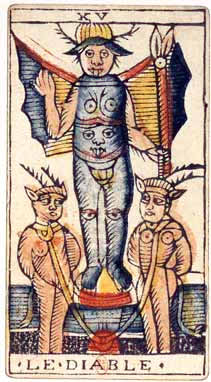
XV. Le Diable  (The Devil)
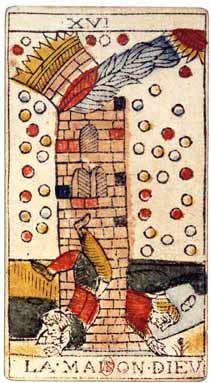
XVI. La Maison Dieu  (The House of God)
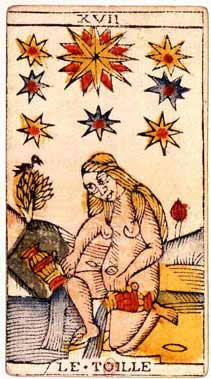
XVII. Le Toile (L'Étoile)  (The Star)
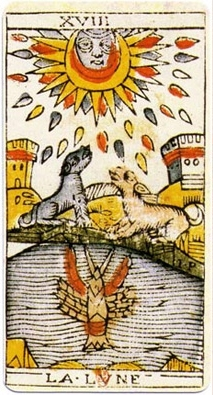
XVIII. [La Lune  (The Moon)
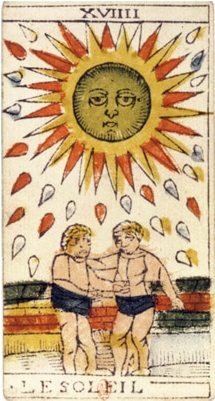
XVIIII. Le Soleil  (The Sun)
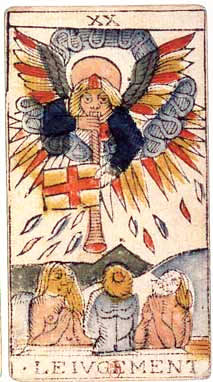
XX. Le Jugement  (Judgement)
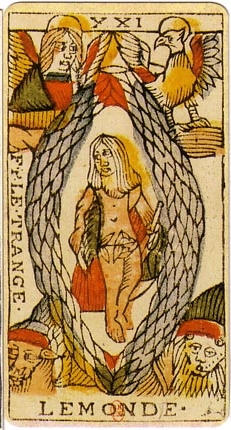
XXI. Le Monde  (The World)
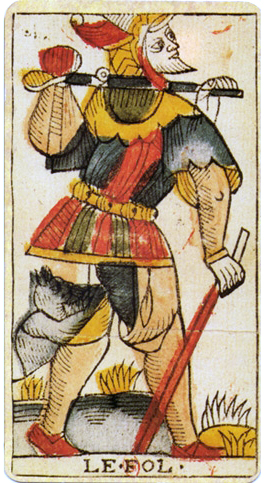
Le Fol (Le Mat) (unnumbered, The Fool)

## 变体

### 贝桑松和瑞士模式
从文艺复兴时期到现在，由于“教皇”、“魔鬼”、“死神”和“最后的审判”等明显的基督教传统形象以及“教皇夫人”等有争议的形象的描绘，这些形象引发了不少争议。虽然没有确凿的历史证据表明存在女性教皇，但这张卡片可能是以神话中的教皇琼为原型的。

## 皮埃蒙特和伦巴第图案
十八世纪初，马赛塔罗牌从撒丁王国开始传入意大利北部，该王国还包括萨伏依（现法国境内）和皮埃蒙特，但那里的纸牌制造业在严重的经济衰退后崩溃了。皮埃蒙特的玩家们并不难接受马赛塔罗牌，因为图像相似，而且法语字幕在皮埃蒙特的许多地区都很广泛传播。1820 年左右，一些活跃于撒丁王国首都都灵的制造商开始生产马赛图案的塔罗牌，但几年后，他们推出了意大利语标题并对某些图形进行了细微的改动。比如，愚者并没有被野兽追赶，但他面前却有一只蝴蝶。经过几十年的演变，皮埃蒙特塔罗牌的图像逐渐成型，因此它必须被视为马赛塔罗牌的衍生品。 它是目前意大利使用最广泛的塔罗牌。
在奥地利统治的米兰公国（今伦巴第大区），马赛图案也于 1810 年左右开始在意大利语字幕中扎根。不同的制造商给“死亡”牌赋予了多个名称，例如il Tredici （十三）、 lo Specchio （镜子）和Uguaglianza （平等）。这种型号的生产在第一次世界大战前就停止了。
1835年左右，米兰的卡洛·德拉·罗卡（Carlo Della Rocca）雕刻了马赛图案的精致版本。 在整个 19 世纪，它在整个伦巴第大区都很流行。它传到了皮埃蒙特，在那里，双头版本根据当地人的口味进行了改编，并且一直流行到 20 世纪 50 年代。 

## 早期法国甲板和比利时甲板
一些早期的法国纸牌展现出某些奇妙之处。 1557 年里昂的 Catelin Geoffrey 制作的豪华塔罗牌、17 世纪早期的巴黎塔罗牌以及 Jacques Viéville 的巴黎塔罗牌（约 1650 年）彼此之间以及与马赛模式有许多共同之处，但也有一些设计似乎源自博洛尼亚-佛罗伦萨传统，如Tarocco Bolognese和Minchiate所见。
鲁昂的 Adam C. de Hautot 在 18 世纪下半叶制作了一副与维埃维尔的牌类似的牌，其中la Papesse被Le 'Spagnol Capitano Eracasse （意大利语 > “西班牙船长” Fracasso ，即意大利即兴喜剧中的一个典型角色）所取代。教皇通常被描绘成手捧圣球或圣餐杯，但现在被巴克斯（巴克斯，希腊酒神）所取代，他手捧酒杯或酒瓶，手拿结满果实的葡萄藤或葡萄串，跨在啤酒桶或葡萄酒桶上；这是从一些德式套装图案中的“两橡子”图案复制而来。图中倒吊人仍处于吊坠状态，但正面朝上。禁酒令的卷轴上刻有座右铭FAMA SOL （拉丁语“传闻或预兆的日子”），可能劝告人们要忍耐，直到他们从西班牙获救的那一天。这座塔被重新命名为La Foudre （法语“闪电”），并描绘了一名坐在树下被闪电击中的男子。这幅星图显示一名男子手持指南针，在塔旁仰望天空。月亮画中描绘的是一名手持纺锤的女子，而太阳画中描绘的是一名骑在马背上举着旗帜的男子。 《世界》描绘的是一个裸体女人站在一个地球仪上，地球仪分为两部分：一是星空中的月亮，另一是陆地上一座塔楼上方蓝天上的太阳。不同寻常的是，愚人牌被编号为王牌 XXII，这可能表明它起着最高王牌的作用。直到 19 世纪初，奥属尼德兰（今比利时）也开始生产非常相似的纸牌。包装表明它们在当地被称为“Cartes de Suisse”。 这可能表明比利时玩家受到了源自瑞士的一种新游戏模式的影响，在这种新模式中，愚人牌被视为最高王牌，就像在Troggu中一样。 
杜米特推测，这类纸牌，尤其是维埃维尔设计的纸牌，起源于萨沃伊-皮埃蒙特-伦巴第地区，并一直使用到 17 世纪末当地纸牌制造业崩溃（如上所述）。维埃维尔的王牌顺序与 16 世纪帕维亚和蒙多维的王牌顺序几乎相同。然而，据了解，该地区 18 世纪之前没有留下任何纸牌来证明或反驳这一理论。  

## 后续历史
所有卡片最初都是用木刻版印刷的；后来用手工或模板给卡片上色。据记载，塔罗牌在 16 世纪和 17 世纪初在法国各地非常流行，但后来除了法国东部和瑞士以外，它逐渐淡出人们的视线。 17 世纪的马赛图案卡片保存下来的非常少，其中主要有诺布莱特 (Noblet) 的卡片。相比之下，有数十副 18 世纪的扑克牌保存到了现在。从法国东部和瑞士开始，该游戏从 18 世纪中叶向北传播到瑞典，向东传播到俄罗斯，成为当时最受欢迎的纸牌游戏之一，直到 19 世纪被惠斯特取代。
尼古拉斯·康维尔 (Nicolas Conver)（约 1760 年）是制作马赛图案塔罗牌的著名工匠之一。康维尔牌组，或者说是一副与康维尔牌组十分相似的牌组，在 18 世纪末引起了安托万·库尔·德·热柏林 (Antoine Court de Gébelin)的注意。 Court de Gébelin 的著作对塔罗牌及其符号的埃及起源进行了大量推测，引起了神秘学家对塔罗牌的关注。因此，从埃特拉 (Etteilla)设计的卡牌开始，康维尔 (Conver) 的卡牌就成为了大多数后续深奥卡牌的典范。到 18 世纪末，用塔罗牌占卜的习俗已在法国各地盛行；亚历克西斯·文森特·查尔斯·贝尔比吉耶 (Alexis-Vincent-Charles Berbiguier)声称，他在 18 世纪最后十年在阿维尼翁遇到了两位用塔罗牌占卜的“女巫”。
从 18 世纪中叶到 19 世纪初，欧洲大部分地区的马赛塔罗牌和贝桑松塔罗牌被法式动物塔罗牌所取代。随后，这些塔罗牌被《工业与幸福》等风俗艺术塔罗牌所取代。法国玩家忽视了动物塔罗牌，但在 20 世纪，他们转向了新塔罗牌流派。 直到 20 世纪 70 年代，法国卡车司机仍在使用法国塔罗牌的马赛图案。
1985 年，《塔罗牌冥想》一书首次以英文出版。它是塔罗牌大阿卡那的一系列二十二个所谓的“字母冥想”，并使用马赛塔罗牌作为基础，以 22 封信的形式开始其“冥想”，这些信是写给“亲爱的陌生朋友”的。它受到各行各业许多人的高度赞扬，被认为是对基督教赫耳墨斯传统的惊人贡献和具有独特意义的作品。
1997 年，亚历桑德罗·乔多罗斯基和菲利普·卡莫因完成了马赛塔罗牌的重建版本。 此后，乔多洛夫基与玛丽安·科斯塔合作，出版了一本以重建的马赛牌为基础的塔罗牌书。 

## 对法国和英国塔罗牌设计和使用的影响
在英语世界，几乎没有使用塔罗牌作为扑克牌的传统，塔罗牌只是通过受到法国塔罗牌学者（如埃特拉(Etteilla) 以及后来的埃利法斯·列维 (Eliphas Lévi)）影响的神秘学家的努力才为人所知。这些神秘学家后来制作了反映他们自己思想的深奥纸牌，这些纸牌在英语世界广为流传。最常用的是各种深奥的塔罗牌，例如韦特塔罗牌（由AE Waite构思，帕梅拉·科尔曼·史密斯制作）和托特塔罗牌（由阿莱斯特·克劳利构思，弗里达·哈里斯夫人 制作）——以及受这两副牌启发的塔罗牌。韦特、科尔曼·史密斯、克劳利和哈里斯都曾在不同时期加入过维多利亚时代颇具影响力的金色黎明密教团；而金色黎明团又受到了莱维和其他法国神秘复兴主义者的影响。虽然还有许多其他相应的影响（例如，韦特/科尔曼·史密斯笔下的埃特拉的点数牌含义），但韦特/科尔曼·史密斯和克劳利/哈里斯的牌组都受到了金色黎明会员使用的塔罗牌和金色黎明塔罗牌课程的极大启发。
金色黎明密教团是英语世界中第一个涉足深奥塔罗牌的团体。法语神秘学家，例如Court de Gebelin 、 Etteilla 、 Eliphas Lévi 、 Oswald Wirth和Papus对法语世界的神秘塔罗牌的形成产生了深远的影响；这些神秘学家的影响甚至影响了马赛塔罗牌本身的解读。尽管马赛塔罗牌本身并不“神秘”，但莱维声称马赛塔罗牌的图像受到了神秘学的影响（例如炼金术、天文学等）。提到塔罗牌，埃利法斯·莱维说道：“这本书可能比以诺书还要古老，尽管从未被翻译过，但仍然完好无损地保存在分离的书页上，保留了原始字符，就像古人的石板一样......事实上，这是一部不朽的、非凡的作品，如金字塔建筑一样坚固而简洁，并因此而经久不衰——它是所有科学的总结，它能通过无限的组合解决所有问题，它通过引发思考来表达，是所有可能概念的启发者和调节者，也许是人类心灵的杰作。毫无疑问，它是古代留给我们的最伟大的礼物之一......” 然而，达米特已经表明莱维的说法完全是虚构的。
在法语世界，使用塔罗牌进行占卜和其他深奥目的的人，如亚历桑德罗·乔多罗斯基、 克里斯·哈达尔和其他许多人，仍然使用马赛塔罗牌。 20 世纪 90 年代中期，乔多罗斯基联系上了卡莫因家族的一位已故后裔，后者从 19 世纪就开始印刷马赛塔罗牌。他们共同合作了近十年，制作了一副 78 张牌的扑克牌，包括原始细节和 11 张彩色印刷版。 
保罗·马托 (Paul Marteau) 率先采用数字+花色+设计的方法来解读马赛塔罗牌中的数字小阿卡那牌（'点数牌'）。在马托 (Marteau) 的著作《马赛塔罗牌》 （大约在 20 世纪 30 年代首次出版）出版之前，纸牌占卜含义（例如 Etteilla 的含义）通常是解释马赛点数牌的唯一出版物。即便是现在，许多法国塔罗牌大师也只使用大阿卡那牌进行占卜。认识到这一点，许多法语版的马赛塔罗牌只讨论大阿卡纳的象征意义和解释。 </link>
韦特塔罗牌中的许多图像都源自马赛塔罗牌，尽管其他牌组的影响也很明显。 </link>
尽管有这个名字，但如今在马赛很少有人熟悉马赛塔罗牌，而且塔罗牌读者也很少。

## 复制品
由于其持续的流行，马赛塔罗牌已有许多复制品、修复品和再版品：
- 法国出版商格里莫于 1970 年出版的马赛牌由保罗·马托设计。
- 意大利公司Lo Scarabeo印刷了由尼古拉斯·康维尔 (Nicholas Conver) 制作的 18 世纪扑克牌的复制品，但原版扑克牌中缺少一张重建的扑克牌。
- Lo Scarabeo 还印刷了一个基于 Claude Burdel 于 1751 年出版的瑞士纸牌的版本，其中经过修改，在 Fou 上添加了一个“零”。 （但请参阅 Stuart Kaplan 的《塔罗牌百科全书》第 II 卷第 327 页，其中展示了 Rochus Schär 于 1750 年制作的瑞士牌，其中 Le Mat 牌的编号为零）。
- 法国公司 Héron 出版了法国国家图书馆收藏的 Conver 牌组完整版的照片复制品。
- 西班牙出版商Fournier印刷了一个版本。
- US Games Systems印制了由 Yoav Ben-Dov 创作的《CBD 马赛塔罗牌》，该牌以尼古拉斯·康维尔 (Nicholas Conver) 牌为基础。
- Cartamundi发布了一副以 1701 年马赛多达尔塔罗牌为基础的牌。
- 法国国家图书馆收藏的《多达牌》由杜塞雷以照片形式出版。
- Jean-Claude 和 Roxanne Flornoy 也出版过 Noblet 和 Dodal 牌组的版本。 [27]
- 1998 年，亚历桑德罗·乔多罗斯基和菲利普·卡莫因根据对所有现存最古老的牌组和木制模具的研究，出版了马赛塔罗牌的修复版。 [28]
- 2003 年，Le Mat 的 Daniel Rodes 和 Encarna Sanchez 出版了《马赛塔罗牌：重建的旧塔罗牌》，其中介绍了一张重建的马赛塔罗牌。 [29]
- 伊戈尔·巴兹莱（Igor Barzilai）出版了尼古拉斯·康维尔塔罗牌的修复版，该塔罗牌是手绘的，并使用了旧纸技术。 [30]
- 2019 年，科罗拉多州丹佛市 Artisan Tarot 的 Krisztin Kondor 和 William Rader 出版了尼古拉斯·康维尔塔罗牌的修复和重新绘制版本。添加艺术品使卡片达到流行的塔罗牌纵横比 2.75 英寸 x 4.75 英寸。出版了法语和英语两个版本。此外，Kondor 还发行了限量版 11-3/4” x 16-1/2” Le Bateluer 油毡版画，采用八种颜色的墨水在档案级纸张上印刷。 [31]

### 文学
- Dummett, Michael. . London: Duckworth. 1980. ISBN 0-7156-1014-7. OCLC 7275570. – a history of the Tarot, and a compilation of Tarot card games.
- Decker, Ronald; Depaulis, Thierry; Dummett, Michael. . New York: St. Martin's Press. 1996. ISBN 0-312-16294-4. OCLC 34919726.
- Depaulis, Thierry (2023). "Un Tarot de Marseille de 1639!" in Le Vieux Papier, fasc. 447, January 2023, pp. 194–200.
- Depaulis, Thierry (2013). "The 'Tarot de Marseille' - Facts and Fallacies (I), The Playing-Card, Vol. 42, No. 1 (July–September 2013) and No. 2 (October–December 2013).